# Петровка (Зеньковский район)
Петровка (укр. Петрівка) — село,
Шиловский сельский совет,
Зеньковский район,
Полтавская область,
Украина.
Код КОАТУУ — 5321387807. Население по переписи 2001 года составляло 216 человек.

## Географическое положение
Село Петровка находится в 1,5 км от левого берега реки Грунь.
Примыкает к селу Отрадовка, Довбневка и Васильково.
Рядом проходит автомобильная дорога Т-1706.

## История
Есть на карте 1869 года как хутора Петровские